# Arroyo de las Fraguas
Arroyo de las Fraguas település Spanyolországban, Guadalajara tartományban. Arroyo de las Fraguas El Ordial, La Huerce, Las Navas de Jadraque, Zarzuela de Jadraque, Semillas, Monasterio és Arbancón községekkel határos. Lakosainak száma 33 fő (2024).

## Népesség
A település lakosságának változását az alábbi diagram mutatja:
| Lakosok száma | 44   | 42   | 47   | 38   | 41   | 30   | 26   | 22   | 22   | 33   |
|               | 2001 | 2004 | 2006 | 2009 | 2011 | 2014 | 2016 | 2019 | 2021 | 2024 |